# Aretusa (mitología)

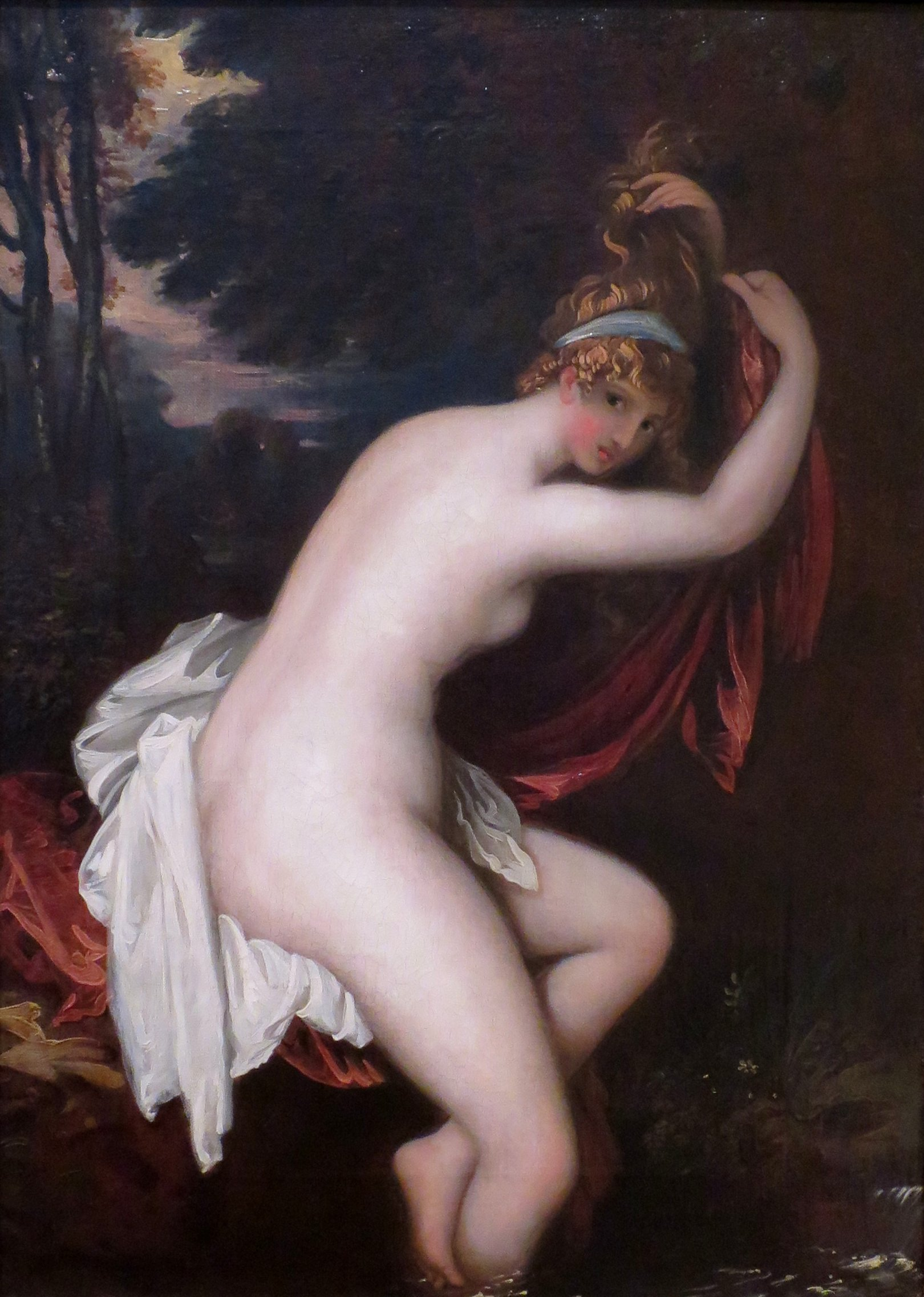
Óleo en lienzo de West: Aretusa (Arethusa, 1802).

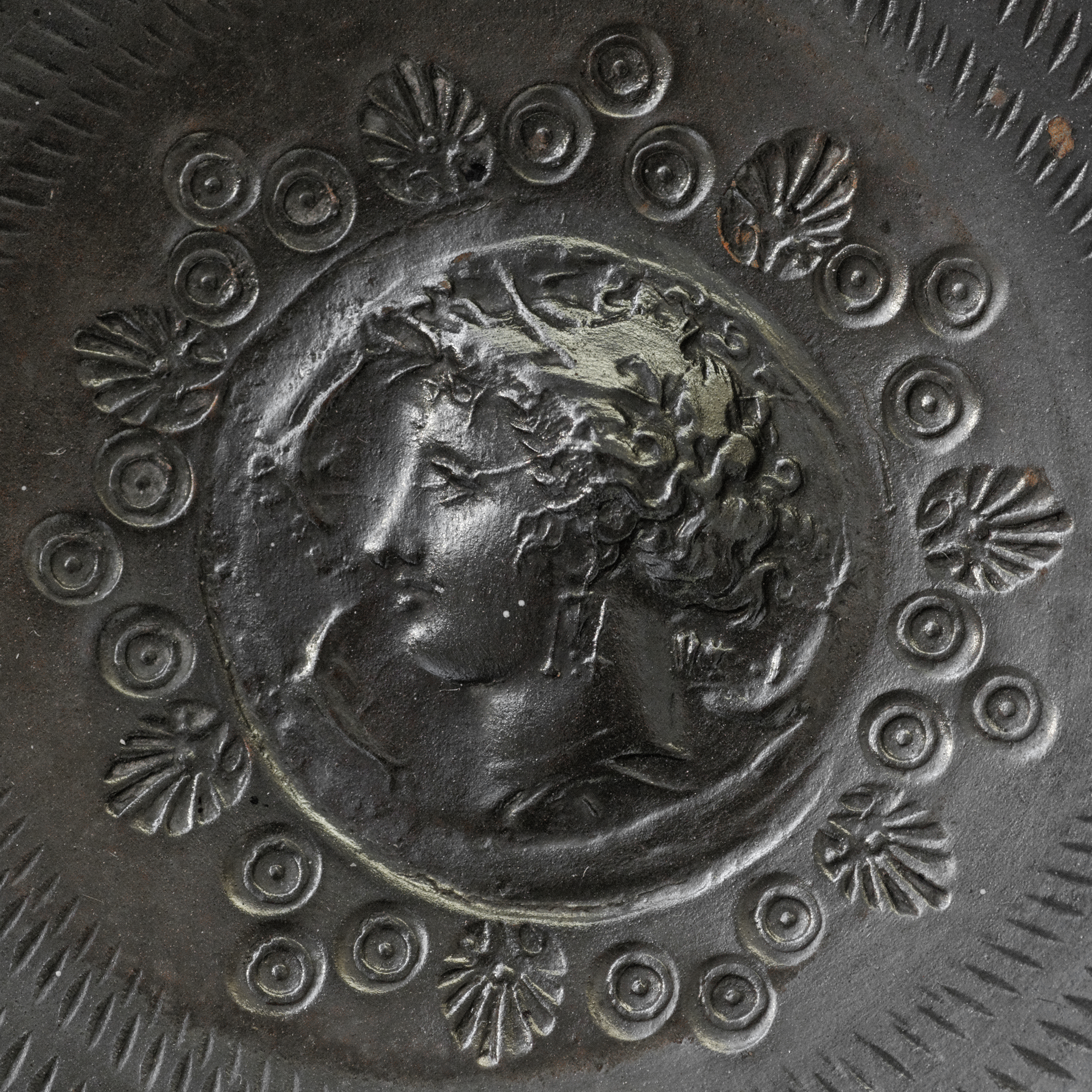
La náyade Aretusa representada en el medallón de una copa de plata.

En la mitología griega, Aretusa (en griego: Ἀρέθουσα; en latín: Arethusa) era una náyade del célebre manantial que llevó su nombre, cerca de Siracusa. Higino nos dice que es una de las nereidas; sin embargo, en el Catálogo de mujeres nos encontramos que Aretusa era hija de Hiperénor, a su vez hijo de Poseidón y Alcíone.
La historia de Aretusa comienza en Arcadia, donde se encontró un arroyo claro y comenzó a bañarse en las aguas del Alfeo, que discurre desde Arcadia a través de Élide hasta el mar. El dios del río, Alfeo, se enamoró perdidamente de ella, pero Aretusa, que se había prometido permanecer siempre virgen, pidió auxilio a su compañera Ártemis, que la transformó en una corriente de agua (o la cubrió con una nube) para que huyera así de las solicitudes del dios. 
Cuando se vio totalmente acorralada, Aretusa dirigió su curso bajo el mar y apareció en la isla de Ortigia, generando el manantial que lleva su nombre, cerca de Siracusa. Queriendo aun así materializar su amor, el río Alfeo mezcló desde entonces sus aguas con las de la fuente Aretusa.
Durante la búsqueda de Deméter de su hija Perséfone, Aretusa le suplicó a Deméter que depusiera su castigo en Sicilia. Le dijo a la diosa que mientras viajaba por su arroyo debajo de la tierra vio a su hija convertirse en la reina del Hades. La ninfa fue divinizada por los habitantes del lugar, que le dedicaron numerosa poesía bucólica y la representaron en las monedas rodeada de delfines.
En la versión más antigua del mito, Aretusa tuvo unión con Poseidón en el pueblo beocio de Euripo, y Hera la transformó en una fuente de Calcidia. No obstante, un tiempo antes, Aretusa alumbró a Abante, caudillo de los abantes de Eubea. Higino también está de acuerdo con esta filiación.

## En la música
- Aretusa, ópera-ballet de André Campra
- Myhtes (Mity, 1915, para violín y piano), Op. 30, n.°1: La fontaine d'Aretuse (Źródło Aretuzy), de Karol Szymanowski.